# Christian Boltanski
Christian Boltanski (Paris, 6 de setembro de 1944 – 14 de julho de 2021) foi um pintor, artista plástico, escultor e fotógrafo francês.
Boltanski foi um artista multifacetado, cujas obras se têm centrado na sua vida pessoal (verdadeira ou ficcionada), mas também nas questões da memória, identidade, ausência, perda ou morte. O seu trabalho lida com o reposicionamento da identidade e da reavaliação do percurso de vida individual perante momentos históricos de grande impacto civilizacional. A memória histórica do Holocausto é o tema de trabalhos como Les Archives (Os arquivos), que apresentou na Documenta de Kassel em 1987, e em instalações como Autel De Lycée Chases (Altar ao Liceu de Chases), 1988, que inclui fotografias de crianças judias vítimas do genocídio, ou Réserve [Reserva], 1990, onde acumulações de roupa usada evocam as imagens dos campos de concentração .
Boltanski foi o artista que representou a França na Bienal de Veneza de 2011. 
Morreu em 14 de julho de 2021, aos 76 anos de idade, em Paris.